# Anișoara Cușmir-Stanciu
Anișoara Cușmir-Stanciu (Brăila, 28 giugno 1962) è un'ex lunghista rumena, campionessa olimpica a Los Angeles 1984 con la misura di 6,96 m.
Migliorò due volte il record mondiale nel 1983, prima con 7,21 m, poi con 7,43 m, ma fu sconfitta da Heike Drechsler nella finale dei Mondiali. La stessa Drechsler le tolse poi il primato mondiale il 22 settembre 1985.

## Palmarès
| Anno | Manifestazione  | Sede        | Evento         | Risultato | Prestazione | Note |
| ---- | --------------- | ----------- | -------------- | --------- | ----------- | ---- |
| 1982 | Europei         | Atene       | Salto in lungo | Argento   | 6,73 m      |      |
| 1983 | Mondiali        | Helsinki    | Salto in lungo | Argento   | 7,15 m w    |      |
| 1984 | Giochi olimpici | Los Angeles | Salto in lungo | Oro       | 6,96 m      |      |